# Ратошин-Перший
Ратошин-Перший (пол. Ratoszyn Pierwszy) — село в Польщі, у гміні Ходель Опольського повіту Люблінського воєводства.
Населення — 548 осіб (2011).

## Демографія
Демографічна структура станом на 31 березня 2011 року:
|          | Загалом | Допрацездатний вік | Працездатний вік | Постпрацездатний вік |
| -------- | ------- | ------------------ | ---------------- | -------------------- |
| Чоловіки | 278     | 63                 | 186              | 29                   |
| Жінки    | 270     | 54                 | 153              | 63                   |
| Разом    | 548     | 117                | 339              | 92                   |